# April Flores
April Flores (Los Ángeles, California; 30 de abril de 1976) es una actriz pornográfica y modelo estadounidense.

## Biografía
Flores nació en Los Ángeles (California), hija de inmigrantes latinoamericanos. Su padre procedía de Ecuador, mientras que su madre era de México. Comenzó su carrera posando como modelo fotográfica para revistas de mujeres BBW como Bizarre, Juggs o Big Butt Magazine, de la que llegó a ser portada en dos ocasiones. En 2001 comenzó a realizar sesiones de fotos para el fotógrafo Carlos Batts (quien más tarde se convirtió en su marido).
Con el tiempo, pasó de las fotos eróticas al cine amateur, donde llegó a tener de compañera a la actriz porno Belladonna, con la que compartió algunas sesiones fotográficas. Esta experiencia juntas las llevó a aparecer en la película Evil Pink 2, que dirigió la propia Belladonna y en la que Flores tuvo sus primeras escenas de sexo filmado. Como más tarde reconocería, perdería su virginidad en esta película.
En 2013 coescribió un libro junto a su marido llamado Fat Girl. Fue publicado por Rare Bird Books y contó con fotografías de sus colaboraciones durante los pasados años. Ella como modelo y él como su fotógrafo.
Ese mismo año, LA Weekly la incluyó en el puesto noven de la lista de las diez actrices porno más populares que podrían ser la próxima Sasha Grey.
Flores se ha identificado como una persona bisexual, y ha realizado varias escenas y películas lésbicas. Ha rodado más de 60 películas.

## Premios y nominaciones
| Año  | Ceremonia             | Resultado | Premio                                   | Trabajo                  |
| ---- | --------------------- | --------- | ---------------------------------------- | ------------------------ |
| 2011 | Premios AVN           | Nominada  | Estrella Crossover del año               | —                        |
| 2013 | The Fannys            | Nominada  | Artista BBW del año                      | —                        |
| 2014 | Premios AVN           | Ganadora  | Artista BBW del año                      | —                        |
| 2014 | Inked Awards          | Nominada  | Artista BBW del año                      | —                        |
| 2014 | Nightmoves            | Nominada  | Artista BBW del año                      | —                        |
| 2014 | Nightmoves Fan Awards | Nominada  | Artista BBW del año                      | —                        |
| 2014 | The Fannys            | Nominada  | Artista BBW del año                      | —                        |
| 2015 | Premios AVN           | Ganadora  | Artista BBW del año                      | —                        |
| 2015 | Premios AVN           | Nominada  | Premio fan: Social Media Star            | —                        |
| 2015 | Inked Awards          | Nominada  | Artista BBW del año                      | —                        |
| 2015 | Nightmoves            | Nominada  | Artista BBW del año                      | —                        |
| 2015 | Nightmoves Fan Awards | Ganadora  | Artista BBW del año                      | —                        |
| 2016 | Premios AVN           | Nominada  | Artista BBW del año                      | —                        |
| 2016 | Premios XBIZ          | Nominada  | Mejor escena de sexo en película lésbica | Marshmallow Girls 2      |
| 2017 | Premios AVN           | Nominada  | Artista BBW del año                      | —                        |
| 2018 | Premios AVN           | Nominada  | Mejor actuación solo / tease             | Gold: April Flores in LA |
| 2018 | Premios AVN           | Nominada  | Artista de nicho del año                 | —                        |
| 2018 | Premios AVN           | Nominada  | Premio fan: Mejor artista BBW            | —                        |
| 2022 | Premios AVN           | Nominada  | Mejor actuación no sexual                | Psychosexual             |